# Andrzej Matusiak
Andrzej Matusiak (ur. 30 sierpnia 1956) – manager kultury, animator i promotor kultury polskiej w kraju i zagranicą, absolwent wydziału ekonomicznego SGGW w Warszawie (1975–1980), stypendysta Instytutu Goethego w Berlinie i Instytutu Goethego w Hamburgu, gdzie uczestniczył w seminariach na temat promocji kultury europejskiej.
Ukończył kursy w Studium Prawa Europejskiego, LSI w Toronto oraz Leysin American School w Szwajcarii.
Twórca kilkuset widowisk estradowych, współorganizator największych polskich festiwali, producent ponad 100 wielkich estradowych widowisk telewizyjnych. Od kilkunastu lat zajmuje się promocją polskiej kultury zagranicą. Od 1990 dyrektor Stołecznej Estrady – jednej z najprężniej działających instytucji kultury w Polsce.
Jako dyrektor Stołecznej Estrady odpowiada za organizację i realizację około 200 imprez rocznie, w tym największych imprez plenerowych w Warszawie, m.in.:
- „Music for Peace” z udziałem Tangerine Dream na Moście Świętokrzyskim w Warszawie w 2001 roku z udziałem 50-tysięcznej widowni,
- Koncert Al Di Meola z Januszem Olejniczakiem w Łazienkach Królewskich w 2004 roku,
- Koncert Buena Vista Social Club przed PKiN w 2007 roku,
- Koncert Boba Geldofa na Placu Teatralnym w 2007 rok
- Pomysłodawca pierwszego w Polsce „Sylwestra pod gołym niebem” w 1992 roku na Placu Zamkowym w Warszawie. Realizator największych edycji tej imprezy, w tym w roku 2000 z udziałem 120 tysięcy osób i transmisją telewizyjną na cały świat.

Jest pomysłodawcą Festiwalu „Strefa Kultury”, a także producentem i współtwórcą „Warszawskiego Festiwalu Skrzyżowanie Kultur”. Autor i reżyser wielu koncertów i widowisk, m.in. koncertów galowych Teraz Polska i Gender Index oraz widowisk multimedialnych „Chopin at the Piramids” w Kairze i „Chopin at the Arctic” w Tromsø (Norwegia).
W 2012 roku reżyserował ceremonię otwarcia jednego z największych festiwali świata „Cervantino” w Meksyku.
Producent i reżyser spektaklu Rock Loves Chopin we włoskiej Arena di Verona (2014).
Autor scenariusza widowiska multimedialnego „Warszawskie Syreny”, do którego muzykę przygotował Jean Michel Jarre (2016).
Producent spektakli „Pan Tadeusz” w reż. Jana Englerta i „Big Zbig Show” w reżyserii Magdy Umer.
Wraz z Aliną Janowską i Andrzejem Łapickim był założycielem i dyrektorem Fundacji „Artyści – Artystom” 1990–2000. W latach 1986–1991 zarządzał polskim oddziałem kanadyjskiego impresariatu muzycznego Artex International.
Występował jako muzyk rockowy, m.in. w zespołach Pulsar i Prezesi.

## Odznaczenia i wyróżnienia
- Srebrny Krzyż Zasługi nadany przez Prezydenta RP w roku 2002
- Złota Odznaka Zasłużony Działacz Kultury przyznana przez Ministra Kultury i Sztuki w roku 1999
- Złoty Medal Polskiej Akademii Sukcesu, przyznany w roku 2003 za całokształt pracy na rzecz kultury
- Certificate of appreciation przyznany przez White House Communications Agency w Waszyngtonie w 2001 roku
- Wyróżniony przez dziennik Życie Warszawy tytułem „wawoaktywny” za 2007 rok.
- Złoty Krzyż Zasługi nadany przez Prezydenta RP 2011 – Odznaczenie przyznane zostało za zaangażowanie w organizację obchodów roku Chopinowskiego